# Meredith (New Hampshire)
Meredith è un comune degli Stati Uniti d'America facente parte della contea di Belknap nello stato del New Hampshire.

## Storia
La città cambio nome diverse volte: il primo fu Palmer's Town, poi New Salem ed alla fine del settecento assunse il nome attuale in onore di Sir William Meredith.
Nel 1859 il comune si allargò: possedeva infatti un mulino, il negozio di un fabbro, una segheria, una conceria e il negozio di un sellaio.